# Basaluzzo
Basaluzzo là một đô thị ở tỉnh Alessandria trong vùng Piedmont của Italia, có vị trí cách khoảng 90 km về phía đông nam của Torino và khoảng 20 km về phía đông nam của Alessandria. Tại thời điểm ngày 31 tháng 12 năm 2004, đô thị này có dân số 1.935 người và diện tích là 15,2 km².
Đô thị Basaluzzo có các frazione (đơn vị cấp dưới) S. Antonio.
Basaluzzo giáp các đô thị: Bosco Marengo, Capriata d'Orba, Francavilla Bisio, Fresonara, Novi Ligure, Pasturana, và Predosa.